# St.-Augustinus-Universität Tansania
Die St.-Augustinus-Universität Tansania (en.: St. Augustine University of Tanzania (SAUT)) ist eine römisch-katholische Privatuniversität mit Sitz in Nyegezi-Malimbe bei Mwanza, Tansania.

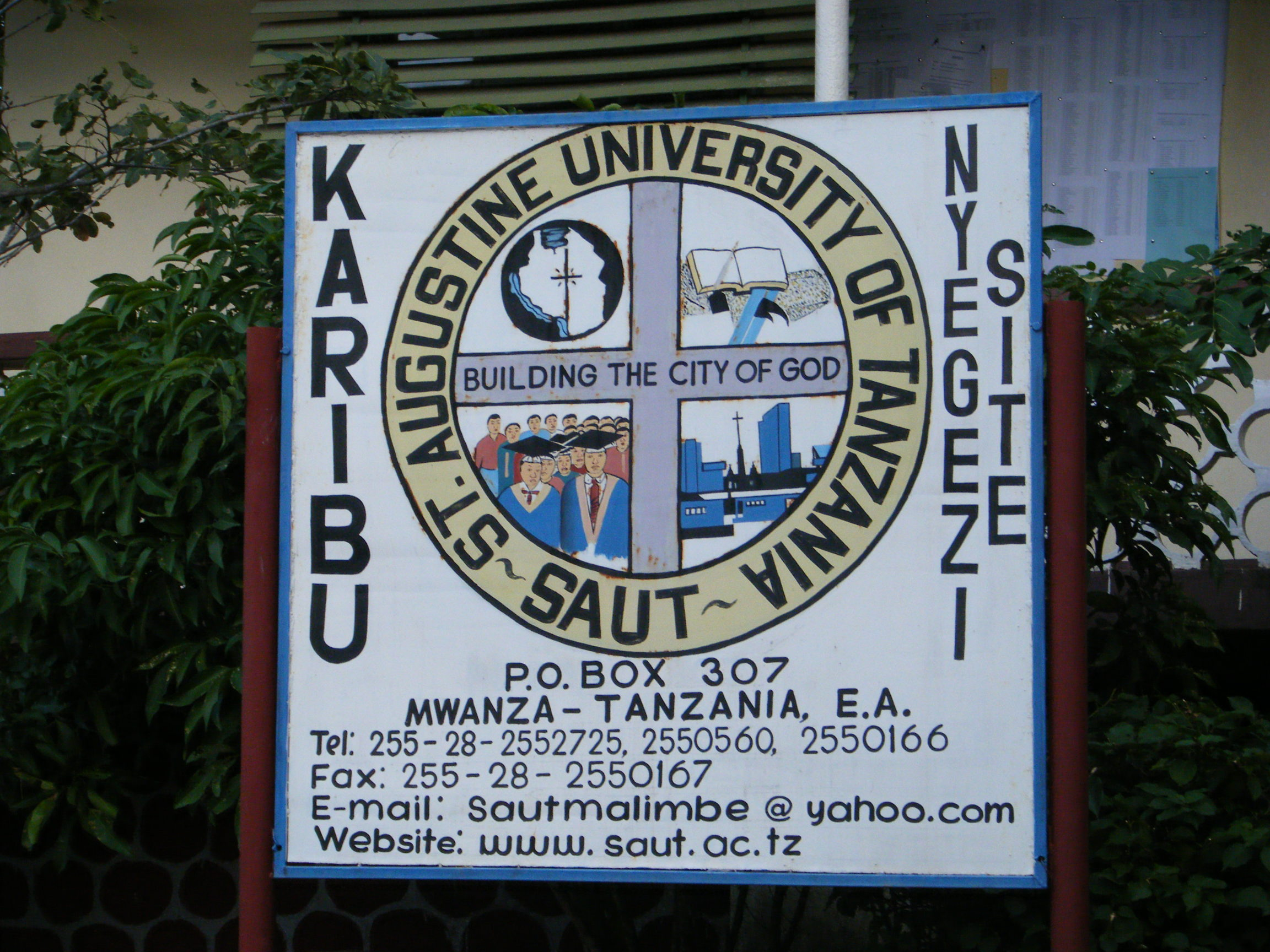
Signboard SAUT

## Geschichte
Die St.-Augustinus-Universität Tansania wurde 1998 durch Anthony Petro Mayalla, Erzbischof von Mwanza, als Katholische Universität gegründet. 2002 erfolgte die offizielle staatliche Anerkennung. Vorläufer war das 1960 durch den Orden der Weißen Väter errichtete Nyegezi Social Training Centre, ab 1983 auf Initiative von Bischof Joseph Blomjous umfirmiert in Nyegezi Social Training Institute (NSTI). Ab 1975 stand die Schule mit über 2500 Schülern und Studenten durch Renatus Butibubage unter dem Patronat der Tanzania Episcopal Conference (TEC).
Namensgeber ist Augustinus von Hippo, Motto der Hochschule ist „Building the City of God“. Der Campus liegt 10 km südlich von Mzamba in Nyegezi-Malimbe. Die rund 3500 Studenten kommen hauptsächlich aus Ost- und Zentralafrika (Kenia, Uganda, Sudan, Äthiopien, Eritrea, Burundi, Malawi und Sambia).
Der SAUT sind die folgenden Hochschulen zugeordnet:
- Weil-Bugando University College of Health Sciences (BUCHS) in Mwanza (Gründung 2003)
- Mwenge University College of Education (MWUCE) in der Nähe von Moshi (Gründung 2005)
- Ruaha University College of Law and Technological Sciences (RUCO) in Iringa (Gründung 2005)

## Fakultäten
- Business Administration
  - Master of Business Administration (MBA)
  - Postgraduate Diplomas in Accounting and Finance (PGDAF)
  - Bachelor of Business Administration (BBA)
  - Advanced Diploma in Accountancy (ADA)
  - Advanced Diploma in Procurement and Logistics Management
  - Certificate Course in Accountancy
  - Certificate Course in Health Administration
  - Certificate Course in Food Security and Grain Management
  - Certificate Course in Logistics and Supply Management
- Social Sciences and Communications
  - Master of Arts in Mass Communications (MAMC)
  - Postgraduate Diploma in Mass Communication (PGDMC)
  - Bachelor of Arts in Mass Communication (BAMC)
  - Bachelor of Arts in Economics (BAEc.)
  - Bachelor of Arts in Sociology (BASoc.)
  - Certificate Course in Journalism and Media Studies
- Education
  - Bachelor of Arts with Education (BAEd.)
- Law
  - Bachelor of Laws (LLB)
- Doktoratsstudien